# Theodor Hryntschak
Theodor Hryntschak (* 15. Juli 1889 in Wien; † 28. Juni 1952 ebenda)  war ein österreichischer Urologe und Chirurg.
Sein gleichnamiger Vater war Obermedizinalrat in Preßburg. Hryntschak studierte Medizin in Wien und wurde nach der Promotion 1913 Operationszögling in der 1. Chirurgischen Klinik des Allgemeinen Krankenhauses bei Anton von Eiselsberg. Im Ersten Weltkrieg war er Chirurg an der Front in Italien und auf dem Balkan. 1918 ging er an die Urologische Station des Sophienspitals, wo er Schüler von Viktor Blum war. 1925 habilitierte er sich und 1927 wurde er Leiter der Urologie am Wilhelminenspital. 1939 wurde er außerordentlicher Professor und 1944 Leiter der Urologie in der Wiener Poliklinik.
Eine Methode der Prostatektomie ist nach ihm und dem australischen Chirurgen S. H. Harris benannt. Er führte frühzeitig in Europa die in den USA entwickelte Elektroresektion der Prostata ein und propagierte eine Hormontherapie bei Prostatakarzinomen. Von ihm stammen Beschreibungen der normalen Harnblase im Röntgenbild und andere Fortschritte in der Pyelographie wie die Beschreibung von Veränderungen im Röntgenbild bei Nierentumoren. Er untersuchte im Tiermodell die Nervenversorgung von Harnblase und Harnröhre und er untersuchte experimentell die Steinentstehung. Er entwickelte Methoden der Nierensteinentfernung und der Ureterimplantation.
Er war erster Vorsitzender der Österreichischen Gesellschaft für Urologie.